# Cerkiew Świętych Grzegorza i Zoe w Odessie
Cerkiew Świętych Grzegorza i Zoe – prawosławna cerkiew w Odessie przy ulicy Staroportofrankowskiej, w jurysdykcji eparchii odeskiej Ukraińskiego Kościoła Prawosławnego Patriarchatu Moskiewskiego.

## Historia
Cerkiew została zbudowana z inicjatywy przewodniczącego administracji miejskiej Odessy (ros. городской голова, gorodskoj gołowa), Greka Grigoriosa Maraslisa (w zapisie rosyjskim Grigorij Marazli, Григорий Маразли), z okazji setnej rocznicy powstania miasta. W szczególności do nowej świątyni uczęszczać mieli uczniowie i uczennice miejskiej szkoły sześcioklasowej i II gimnazjum żeńskiego, położonych przy ul. Staroportofrankowskiej – cerkiew zlokalizowano pomiędzy budynkami obydwu placówek. Autorem projektu obiektu był S. Landesman. Na patronów budowli wybrano świętych Grzegorza Teologa i męczennicę Zoe – patronów rodziców Grigorija Marazli. Położenie kamienia węgielnego pod budowę obiektu miało miejsce 9 sierpnia 1894, zaś jego poświęcenie – 16 marca 1896.
W nabożeństwach w cerkwi brali udział głównie uczennice i uczniowie. Aby ułatwić im dostęp do świątyni, miała ona, oprócz wejścia frontowego, także dwa boczne, wychodzące bezpośrednio na dziedzińce szkoły sześcioklasowej i gimnazjum. Jednocześnie w nabożeństwie mogło brać udział 450 osób. Od początku obiekt posiadał centralne ogrzewanie. Świątynia była czynna do lat 30. XX wieku, gdy władze radzieckie zamknęły ją. Została ponownie udostępniona wiernym podczas rumuńskiej okupacji Odessy w czasie II wojny światowej, podobnie jak kilka innych cerkwi w mieście. W 1961 świątynia została zamknięta po raz drugi i przez kolejne trzydzieści lat mieścił się w niej magazyn. W 1991 obiekt zwrócono Cerkwi prawosławnej, a następnie odrestaurowano.

## Architektura

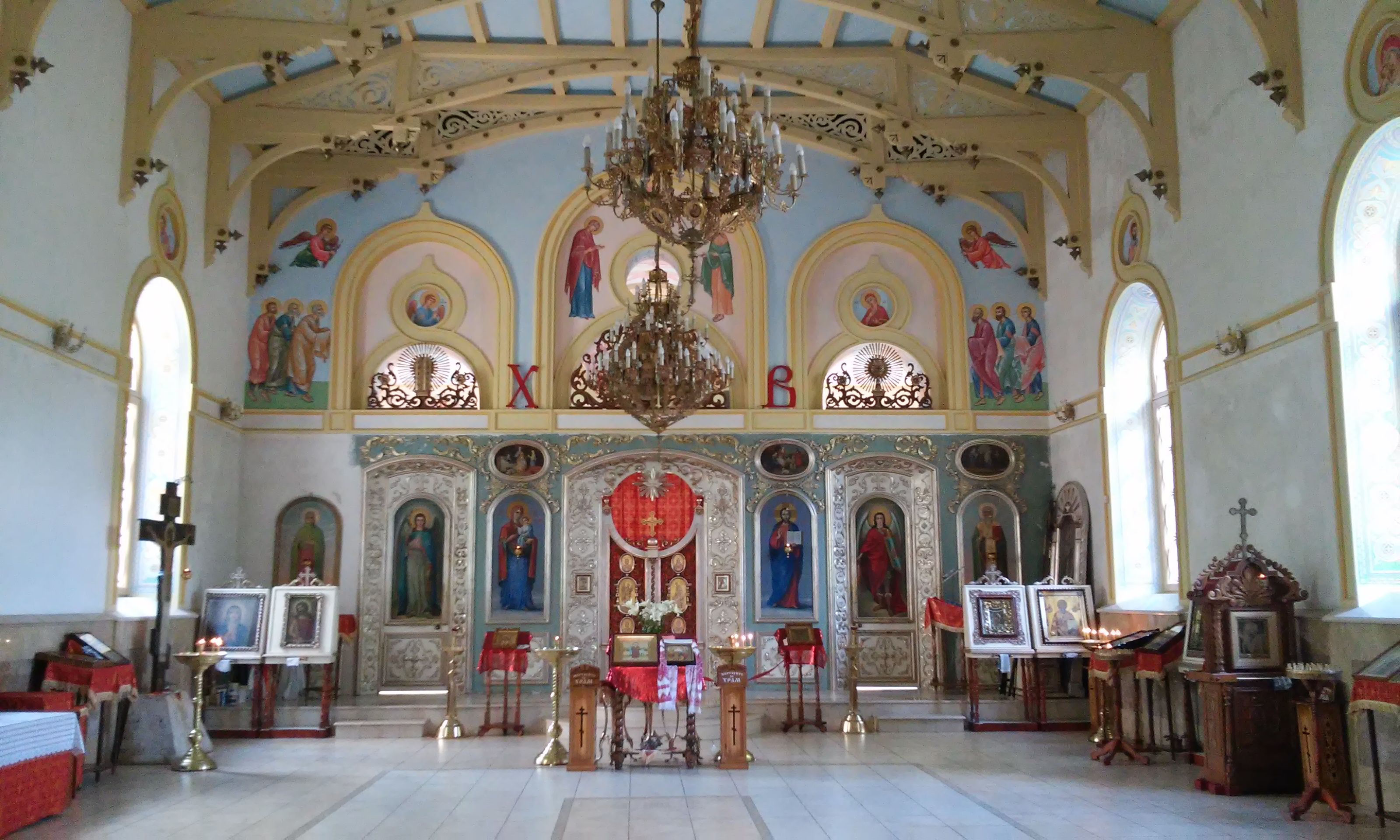
Wnętrze świątyni

Cerkiew została wzniesiona w stylu rosyjsko-bizantyjskim. Jest to świątynia jednoprzestrzenna, z jedną wieżą na elewacji frontowej. We wnętrzu znajduje się jednorzędowy ikonostas.